# Tara Snyder
Tara Snyder (* 26. Mai 1977 in Wichita, Kansas) ist eine ehemalige US-amerikanische Tennisspielerin.

## Karriere
Snyder, die am liebsten auf Hartplätzen spielte, begann im Alter von fünf Jahren mit dem Tennis. 1995 gewann sie den Titel im Juniorinneneinzel bei den US Open. Das Finale gewann sie mit 6:4, 4:6 und 6:2 gegen Annabel Ellwood. Als sie 18 Jahre alt war, wurde sie Profispielerin. Während ihrer Tennislaufbahn gewann sie ein WTA-Turnier und fünf ITT-Turniere im Einzel. Im Doppel waren es drei ITF-Titel. 2006 beendete sie ihre Karriere.

## Leben
Snyder heiratete im Jahre 2009 den südafrikanischen Tennisspieler Brent Haygarth.

## Turniersiege

### Einzel
| Nr. | Datum            | Turnier | Kategorie    | Belag           | Finalgegnerin | Ergebnis      |
| --- | ---------------- | ------- | ------------ | --------------- | ------------- | ------------- |
| 1.  | 1. November 1998 | Québec  | WTA Tier III | Teppich (Halle) | Chanda Rubin  | 4:6, 6:4, 7:6 |